# Omar Pouso
Omar Heber Pouso Osores (Montevidéu, 28 de fevereiro de 1980) é um futebolista uruguaio que atua como volante. Atualmente, joga pelo Libertad.

## Títulos
Danubio
- Campeonato Uruguaio: 2004

Libertad
- Campeonato Paraguaio: 2007, 2008-A, 2008-C e 2010-C